# Biss och Kajs
Biss och Kajs är ett svenskt barnprogram för TV från 2012–2014 samt för radio 2015. Programserien består av 48 avsnitt uppdelat på tre säsonger à 16 avsnitt. Det första avsnittet hade premiär 1 januari 2012 på SVT och SVT Play.

## Handling
Programmet är en pratshow med de två karaktärerna Biss, en figur som föreställer en kisstråle, och Kajs Bajsson, en figur som i sin tur föreställer en bajskorv. Varje avsnitt har ett tema som handlar om kroppens organ eller funktioner. Förutom samtal om temat blandas programmet även med inslag där figurerna intervjuar barn och vuxna på förskolor och på stan. Andra återkommande inslag är besök hos Doktor Hår och musik från Rumporkestern.
Karaktären Biss spelas av Johannes Berg medan Kajs först spelades av Caroline Rauf för att i säsong 2–3 spelas av Kari Hamfors Wernolf.

## Radio
Efter den tredje tv-säsongen gjordes 2015 även en säsong med 6 avsnitt för radio à 11-12 minuter. För manus och regi stod Johannes Berg som tillsammans med Kari Hamfors Wernolf också spelade karaktärerna likt tv-versionen. Avsnitten producerades av Linda Belanner.

## Kontrovers
Programmet uppmärksammades 2013 av rysk stats-tv där kanalen Rossiya 1 visade ett klipp och framförde att det var ett exempel på den västerländska dekadens som väntade Ukraina vid ett eventuellt medlemskap i EU.

## Avsnitt

### Säsong 1 (2012)
| Nr i serien | Nr i säsongen | Titel     | Originalvisning |
| ----------- | ------------- | --------- | --------------- |
| 1           | 1             | "Kräkas"  | 1 januari 2012  |
| 2           | 2             | "Svettas" |                 |
| 3           | 3             | "Prutta"  |                 |
| 4           | 4             | "Öronvax" |                 |
| 5           | 5             | "Gråta"   |                 |
| 6           | 6             | "Kissa"   |                 |
| 7           | 7             | "Hicka"   |                 |
| 8           | 8             | "Spotta"  |                 |
| 9           | 9             | "Snor"    |                 |
| 10          | 10            | "Blod"    |                 |
| 11          | 11            | "Bajs"    |                 |
| 12          | 12            | "Naglar"  |                 |
| 13          | 13            | "Skratta" |                 |
| 14          | 14            | "Skrika"  |                 |
| 15          | 15            | "Hår"     |                 |
| 16          | 16            | "Tänder"  |                 |

### Säsong 2 (2013)
| Nr i serien | Nr i säsongen | Titel                   | Originalvisning |
| ----------- | ------------- | ----------------------- | --------------- |
| 17          | 1             | "Hoppa"                 |                 |
| 18          | 2             | "Hårstrå"               |                 |
| 19          | 3             | "Grimaser"              |                 |
| 20          | 4             | "Magen"                 |                 |
| 21          | 5             | "Kajsmarathon"          |                 |
| 22          | 6             | "Tugga"                 |                 |
| 23          | 7             | "Kissa"                 |                 |
| 24          | 8             | "Näsan"                 |                 |
| 25          | 9             | "Blunda"                |                 |
| 26          | 10            | "Fingrarna"             |                 |
| 27          | 11            | "Världens finaste ljud" |                 |
| 28          | 12            | "Foten"                 |                 |
| 29          | 13            | "Höra"                  |                 |
| 30          | 14            | "Prutta"                |                 |
| 31          | 15            | "Starkast"              |                 |
| 32          | 16            | "Kullerbytta"           |                 |

### Säsong 3 (2014)
I säsong 3 letar huvudkaraktärerna i varje avsnitt efter ett organ för att bygga ihop en ny kompis.
| Nr i serien | Nr i säsongen | Titel          | Originalvisning  |
| ----------- | ------------- | -------------- | ---------------- |
| 33          | 1             | "Om skelettet" | 7 januari 2014   |
| 34          | 2             | "Om muskler"   | 14 januari 2014  |
| 35          | 3             | "Om hjärnan"   | 21 januari 2014  |
| 36          | 4             | "Om blod"      | 28 januari 2014  |
| 37          | 5             | "Om hjärtat"   | 4 februari 2014  |
| 38          | 6             | "Om lungorna"  | 11 februari 2014 |
| 39          | 7             | "Om tarmar"    | 18 februari 2014 |
| 40          | 8             | "Om huden"     | 25 februari 2014 |
| 41          | 9             | "Om fötterna"  | 4 mars 2014      |
| 42          | 10            | "Om händerna"  | 11 mars 2014     |
| 43          | 11            | "Om munnen"    | 18 mars 2014     |
| 44          | 12            | "Om öronen"    | 25 mars 2014     |
| 45          | 13            | "Om ögonen"    | 1 april 2014     |
| 46          | 14            | "Om näsan"     | 8 april 2014     |
| 47          | 15            | "Om hår"       | 15 april 2014    |
| 48          | 16            | "Om själen"    | 22 april 2014    |

### Radiosäsong 1 (2015)
| Nr i serien | Nr i säsongen | Titel            | Originalvisning |
| ----------- | ------------- | ---------------- | --------------- |
| 1           | 1             | "Lejonprutt"     | 12 januari 2015 |
| 2           | 2             | "Pingvinprutt"   | 14 januari 2015 |
| 3           | 3             | "Vargprutt"      | 16 januari 2015 |
| 4           | 4             | "Pytonormprutt"  | 19 januari 2015 |
| 5           | 5             | "Bläckfiskprutt" | 21 januari 2015 |
| 6           | 6             | "Rymdprutt"      | 23 januari 2015 |